# Parsek
Parsek – jednostka odległości używana w astronomii. Jest to odległość, dla której kąt paralaksy (równy połowie kąta całkowitej rocznej zmiany) położenia Ziemi widzianej prostopadle do płaszczyzny orbity wynosi 1 sekundę łuku. Parsek można równoważnie opisać jako odległość, z jakiej połowa wielkiej osi orbity ziemskiej (czyli 1 au) jest widoczna jako łuk (na firmamencie obserwującego) o długości 1 sekundy kątowej.

## Definicja
Słowo parsek zostało wprowadzone przez brytyjskiego astronoma Herberta Turnera w 1913 roku jako zbitka pierwszych sylab słów paralaksa i sekunda. Parsek oznacza się skrótem pc, dawniej ps.

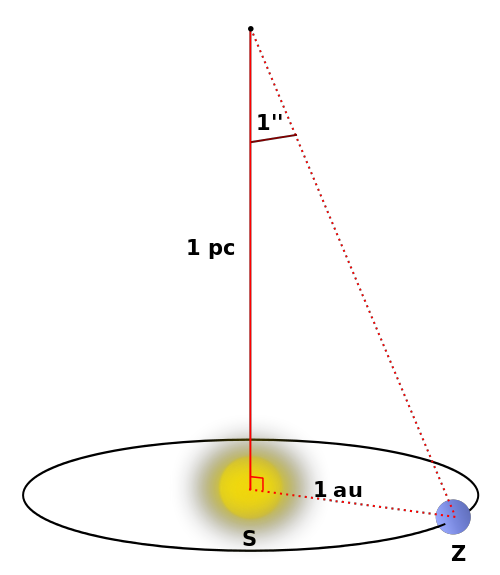
Graficzna ilustracja parseka

{\displaystyle 1\,\mathrm {pc} ={\frac {1\,\mathrm {au} }{\tan 1''}}\approx {\frac {1\,\mathrm {au} }{1''}}\approx 206264{,}8\,\mathrm {au} }
W przeliczeniu na inne jednostki:
1 pc ≈ 3,2616 roku świetlnego ≈ 206265 jednostek astronomicznych ≈ 3,086×1016 m
Odległość wyrażona w parsekach jest odwrotnością paralaksy heliocentrycznej danego obiektu wyrażonej w sekundach łuku.
Często stosowane jednostki pochodne to
- w astronomii galaktycznej:
  - miliparsek (mpc) = 10–3 pc
  - kiloparsek (kpc) = 103 pc
- w astronomii pozagalaktycznej i kosmologii:
  - megaparsek (Mpc) = 106 pc
  - gigaparsek (Gpc) = 109 pc

## Przykładowe odległości
- Odległość od Słońca do Proxima Centauri (V645 Centauri) – 1,29 pc.
- Średnica Drogi Mlecznej – ok. 30 kpc.
- Grubość Drogi Mlecznej (dysk) – ok. 300 pc.
- Odległość Drogi Mlecznej od Galaktyki Andromedy – ok. 770 kpc.